# Paul Fournelle
Paul Fournelle (ur. 11 października 1884 w Colmar-Berg) – luksemburski lekkoatleta (skoczek w dal), olimpijczyk.
Uczestniczył w rywalizacji na V Igrzyskach olimpijskich rozgrywanych w Sztokholmie w 1912 roku. Startował tam w jednej konkurencji – skoku w dal. Odpadł w eliminacjach – jako jedyny z 30 zawodników startujących w tej konkurencji nie zaliczył żadnej próby.